# Pollyanna McIntosh

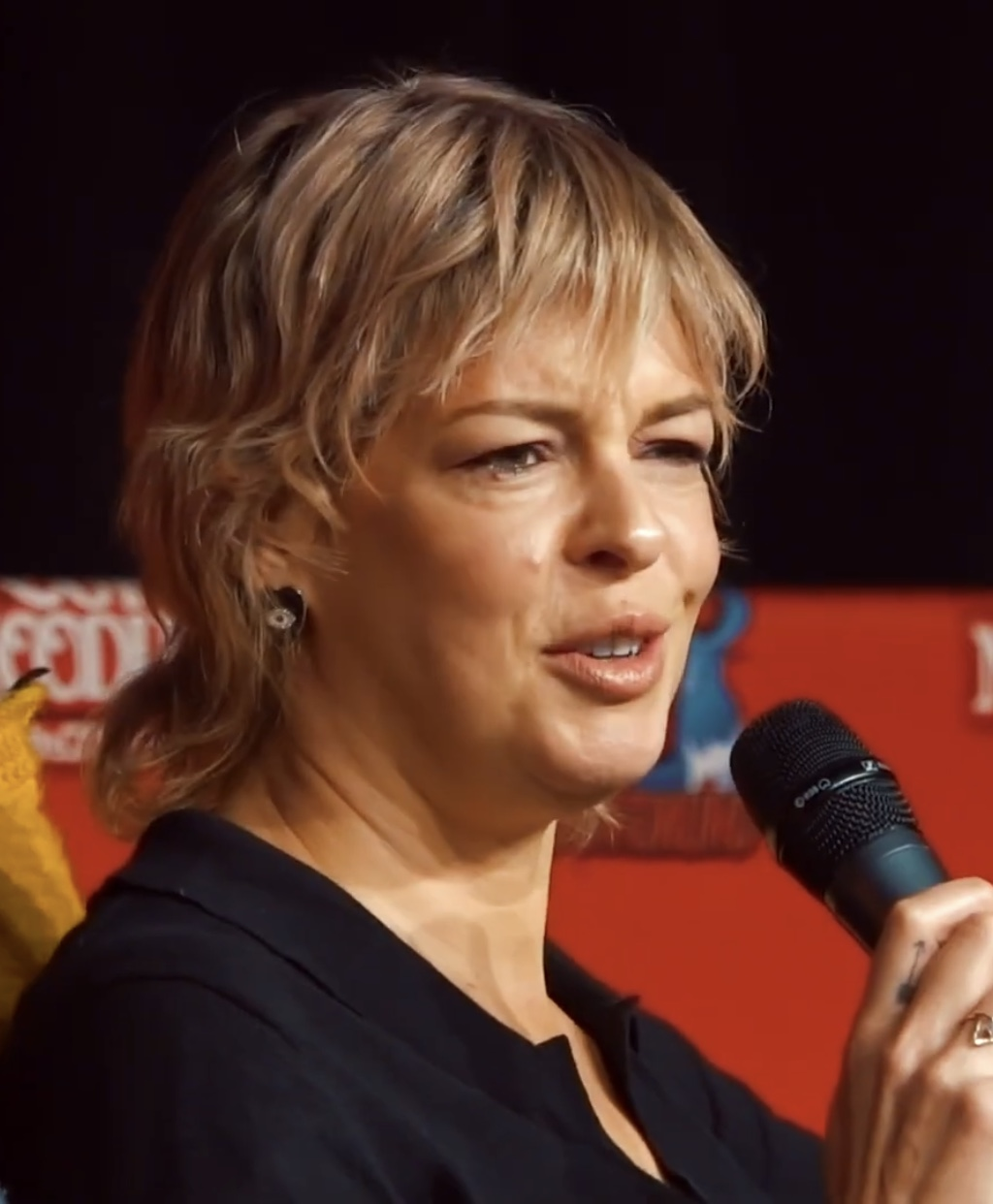
Pollyanna McIntosh (2022)

Pollyanna McIntosh (* 15. März 1979 in Edinburgh, Schottland) ist eine britische Schauspielerin.

## Leben
McIntosh wuchs in Kolumbien und in Portugal auf. Nach der Rückkehr der Familie nach Edinburgh gewann sie im Jahr 1995 den Wettbewerb National Face of '95. Danach zog sie nach London, wo sie als Model tätig war. Sie schloss ein Studium der Dramaturgie und Theaterkunst an der University of Surrey ab.
2003 nahm McIntosh an den Fotoaufnahmen für den Pirelli-Kalender 2004 teil. 2004 wurde sie von der britischen Zeitschrift The Face zum Model des Jahres erklärt. Später zog sie nach Los Angeles.
Ihre erste Filmrolle erhielt McIntosh an der Seite von Olivia Hussey, William Atherton und Sean Young im Science-Fiction-Thriller Headspace aus dem Jahr 2005. Im Thriller 9 Lives of Mara übernahm sie 2007 die Titelrolle der Mara. In der Komödie Sex and Death 101 war sie im gleichen Jahr an der Seite von Simon Baker und Winona Ryder als lesbische Astronautin zu sehen.
Beim 2019 veröffentlichten Film Darlin’ führte sie erstmals Regie.
McIntosh war von 2004 bis 2011 mit dem US-amerikanischen Schauspielkollegen Grant Show verheiratet.

## Filmografie (Auswahl)

### Als Schauspielerin
- 2005: Headspace
- 2007: 9 Lives of Mara
- 2007: Sex and Death 101
- 2007: Bats 2: Blutige Ernte (Bats: Human Harvest, Fernsehfilm)
- 2009: Jack Ketchums Beutegier (Offspring)
- 2009: All Ages Night
- 2009: Die fast vergessene Welt (Land of the Lost)
- 2009: Exam – Tödliche Prüfung (Exam)
- 2010: Burke & Hare
- 2011: The Woman
- 2012: I Do
- 2012: Book Club (Fernsehserie, Folge 1x04 Book Club Reads... 'Cougar Enchantments' by Del Mari Fuentes)
- 2013: Blue Dream
- 2013: Noise Matters
- 2013: Drecksau (Filth)
- 2013: Love Eternal – Auf ewig dein (Love Eternal)
- 2013: Prevertere
- 2013: Como Quien No Quiere La Cosa
- 2013: Bob Servant Independent (Fernsehserie, 5 Folgen)
- 2013–2014: M.I.High (Fernsehserie, 13 Folgen)
- 2014: Let Us Prey
- 2014: The Herd (Kurzfilm)
- 2014: The Blood Lands – Grenzenlose Furcht (White Settlers)
- 2015: Tales of Halloween
- 2016: Hap and Leonard (Fernsehserie, 6 Folgen)
- 2017: Blood Ride
- 2017: The Last Tycoon (Fernsehserie, Folge 1x07 A More Perfect Union)
- 2017–2019: The Walking Dead (Fernsehserie, 24 Folgen)
- 2019: Darlin’
- 2019: The Blood Lands – Grenzenlose Furcht (White Settlers)
- 2019: Lodge 49 (Fernsehserie, 7 Folgen)
- 2020: Revenge Ride
- 2021: The Walking Dead: World Beyond (Fernsehserie, 6 Folgen)
- 2022–2024: Vikings: Valhalla (Fernsehserie)
- 2023: Apocalypse Clown
- 2023: Scavengers Reign (Fernsehserie)
- 2023: Double Blind
- 2024: The Walking Dead: The Ones Who Live (Fernsehserie, 3 Folgen)
- seit 2024: Outer Banks

### Regie
- 2019: Darlin’
- 2019: Deathcember